# Guitare et compotier sur une table
Guitare et compotier sur une table est une peinture sur toile de Juan Gris de 1918. Elle est conservée au Kunstmuseum (Bâle).